# Bultöl
Bultöl har historiskt varit en term för olika drycker etc. med anknytning till öl. Idag[när?] kan bultöl beteckna mäsk som man låter jäsa och sedan dricker för att bli berusad.
Torgny Lindgren skriver om bultöl i romanen Klingsor: ”Bultölet var mörkt i färgen, skummande nästan inte alls och hade en tydlig smak av pressjäst.” 